# CSS Baltic

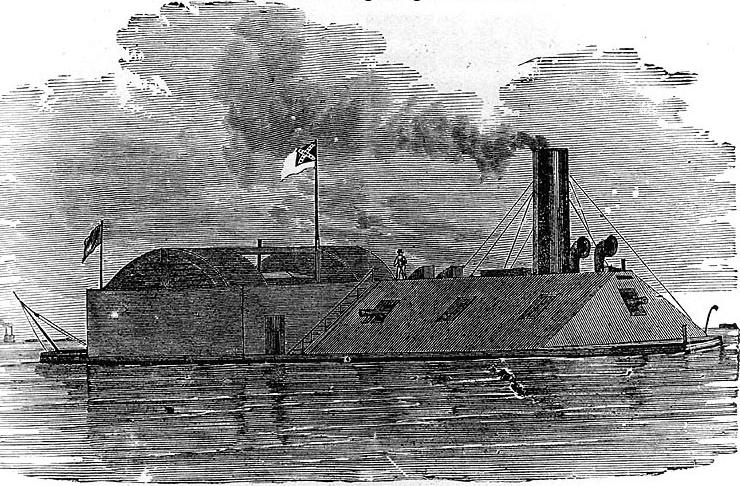
Tekening van de CSS Baltic

De CSS Baltic was tijdens de Amerikaanse Burgeroorlog een schip in dienst van de Geconfedereerde Staten van Amerika.
De Baltic werd in 1860 gebouwd als stoomboot voor de firma Southern Steamship Co. Het schip werd na het uitbreken van de burgeroorlog in 1861 gekocht door de zuidelijke staat Alabama, die het voorzag van een stalen stormram en het vervolgens overdroeg aan de zuidelijke marine. Tijdens de oorlog deed de Baltic dienst in de Baai van Mobile en op de rivieren de Mobile, Alabama en Tombigbee. In 1863 werd de Baltic afgeschreven en de uitrusting ervan gebruikt voor de CSS Nashville. De Baltic viel in mei 1865 in handen van het noordelijke Leger en werd in december van dat jaar verkocht aan de Amerikaanse regering.